# Diamètre
Pour les articles homonymes, voir Diamètre (homonymie).
Ne doit pas être confondu avec Ensemble vide ou Ø.

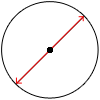
Diamètre d'un cercle.

La notion de diamètre concerne initialement les figures simples de la géométrie euclidienne que sont le cercle et la sphère mais la notion s'élargit par analogie à plusieurs autres objets géométriques.

## Diamètre d'un cercle ou d'une sphère
Dans un cercle ou une sphère, le diamètre est un segment de droite passant par le centre et limité par les points du cercle ou de la sphère. Le diamètre est aussi la longueur de ce segment.
Le diamètre d'un objet cylindrique ou sphérique est appelé module.
En dessin technique, la valeur indiquant un diamètre est précédée par le symbole « ⌀ » (U+2300) représentant un cercle barré. S'il s'agit d'une sphère, ce symbole est précédé par la lettre S.
Ce symbole ⌀ (U+2300) se dactylographie sur PC avec Windows par la combinaison 2300 Alt+x. Il ne faut pas le confondre avec le symbole ∅ (U+2205), servant à désigner l'ensemble vide, ni avec les lettres ø et Ø (obtenues avec la combinaison Alt+0246 et Alt+0216) utilisées dans certains alphabets.

## Diamètre d'un ensemble de points
On remarque que le diamètre (en tant que distance) d'un cercle ou d'une sphère est la plus grande distance séparant deux points du cercle ou de la sphère. 
Par analogie on appelle, dans un espace métrique (E, d), diamètre d'une partie non vide A la borne supérieure (dans l'ensemble ordonné [–∞, +∞]) des distances entre deux points de A :
{\displaystyle {\rm {diam}}(A)=\sup \;\{d(a,b)\mid a\in A,~b\in A\}.}
Ainsi, le diamètre d'une partie non vide est un réel positif si cette partie est bornée et vaut +∞ sinon,.
Exemples
- Dans le plan euclidien, le diamètre d'un rectangle est la longueur d'une diagonale.
- Les parties non vides de diamètre nul sont les singletons.
- Le diamètre d'un triangle équilatéral est la longueur d'un de ses côtés. Une figure de diamètre d ne peut pas toujours être placée à l'intérieur d'un cercle de rayon d/2 comme le prouve le cas du triangle équilatéral.

Propriétés
- Les ensembles {\displaystyle A} et {\displaystyle {\bar {A}}} (adhérence de {\displaystyle A}) ont même diamètre.
- (Théorème des fermés emboîtés) Dans un espace métrique complet, pour toute suite décroissante {\displaystyle (F_{n})} de fermés non vides dont le diamètre tend vers zéro, l'intersection des {\displaystyle F_{n}} est un singleton.

Diamètre du vide
Certains auteurs, étendent la définition formelle ci-dessus au cas de la partie vide — ce qui donne diam(∅) = sup(∅) = –∞ — mais la plupart préfèrent s'abstenir de considérer ce cas ou poser, par convention, diam(∅) = 0, ce qui revient à définir le diamètre d'une partie quelconque comme une borne supérieure non pas dans [–∞, +∞] mais dans [0, +∞].
En astronomie, à la notion de diamètre on peut associer celle de diamètre apparent. Le diamètre apparent est alors homogène à un angle et se mesure en degrés ou en radians.

## Diamètre d'une courbe algébrique plane

### Diamètre d'une conique
On remarque que, si l'on coupe un cercle par un ensemble de droites de même direction et que, pour chacune d'entre elles, on construit le milieu des deux points d'intersection, ces milieux se trouvent tous sur un même diamètre.
Cette propriété se vérifie pour toute conique : si l'on coupe une conique par un ensemble de droites de même direction et que, pour chacune d'entre elles, on construit le milieu des deux points d'intersection, ces milieux se trouvent tous sur une même droite. Par analogie avec le cas du cercle, on a donné à cette droite le nom de diamètre de la conique relativement à la direction des droites parallèles. On trouve aussi le diamètre défini comme une portion de droite : le lieu des milieux des cordes parallèles à une même direction. 
Pour les coniques à centre, ces diamètres passent par le centre de la conique. On appelle «diamètres conjugués» deux diamètres dont l'un est le diamètre relatif à la direction définie par l'autre diamètre. Les diamètres conjugués orthogonaux sont les axes de symétrie de la conique.

### Théorème de Newton
Isaac Newton a observé, en 1706, que cette propriété se généralise à des courbes algébriques de degré supérieur. C'est le théorème de Newton sur les diamètres : si l'on coupe une courbe algébrique de degré n par un ensemble de droites de même direction rencontrant la courbe en n points et que, pour chacune d'entre elles, on construit l'isobarycentre des n points d'intersection, ces isobarycentres se trouvent tous sur une même droite.
On appelle cette droite diamètre conjugué à la direction des droites parallèles.

### Diamètre selon Lebesgue
Henri Lebesgue, en 1921, travaille dans une autre direction avec une définition différente. Observant que le diamètre d'une conique est un axe de symétrie oblique de celle-ci, il appelle diamètre d'une courbe algébrique plane tout axe de symétrie oblique de celle-ci et il fait une classification des diamètres des courbes algébriques de degré m.